# Sondra Locke
Pour les articles homonymes, voir Locke.
Ne doit pas être confondu avec Sandra Bullock.
Sandra Louise Smith, dite Sondra Locke, née le 28 mai 1944 à Shelbyville (Tennessee) et morte le 3 novembre 2018 à Los Angeles, est une actrice, réalisatrice et productrice américaine.
Elle a notamment travaillé avec Clint Eastwood, dont elle a été la compagne et l'égérie pendant une quinzaine d’années.

## Biographie

### Premières années
Originaire du Tennessee, son père est un militaire qui a quitté le foyer familial avant sa naissance. Sa mère se remarie deux fois ; son dernier époux Alfred Locke donne son patronyme à Sondra.
Lycéenne, Sondra Locke intègre la troupe théâtrale de son école et se lie d'amitié avec son camarade d'école Gordon Anderson. Très rapidement elle est attirée par le cinéma, auquel elle a consacré une bonne partie de ses loisirs, en tant que spectatrice. Ensemble, ils partent étudier à la Middle Tennessee State University de Nashville. Elle interrompt ses études pour suivre son ami parti à New York pour tenter d'y faire carrière. Gordon Anderson n'y perce pas, alors les deux amis retournent au Tennessee. Bien que Gordon Anderson soit homosexuel, ils se marient en 1967. Le mariage ne sera jamais consommé, ils ne divorceront jamais.
Pour subvenir à leurs besoins, elle travaille dans une chaîne locale de télévision, fait du doublage ou du mannequinat, court les castings. Son mari s'occupe à gérer la carrière de sa femme. Elle se présente à un casting, pour le tournage d’une adaptation d’un roman de Carson McCullers, Le cœur est un chasseur solitaire. Après une première sélection, elle rencontre le réalisateur Robert Ellis Miller, puis est définitivement retenue, lors d’une dernière étape, pour interpréter le rôle de Mick Kelly. Son interprétation remarquée et poignante d’adolescente, paumée et livrée à elle-même, lui vaut d'être nommée pour l’Oscar de la meilleure actrice dans un second rôle. Elle admettra, par la suite, s’être laissée griser par le succès du film et par les superficialités hollywoodiennes.

### Carrière

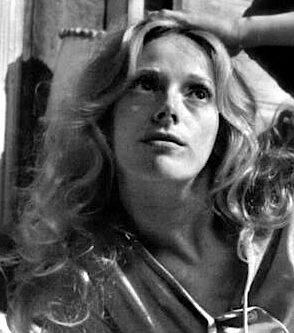
Sondra Locke en 1973.

À Los Angeles, il lui faut attendre 1970 pour que Noel Black lui confie un rôle dans Cover Me Babe. Le film, mal accueilli par la critique, est un échec commercial.
En 1971, elle joue dans Willard, un film d'horreur inspiré du roman Ratman's Notebooks de Stephen Gilbert. Le film est un succès, ce qui lui permet d’enchaîner le tournage de trois autres longs-métrages, avant sa rencontre professionnelle et personnelle avec Clint Eastwood. 
En 1976, Eastwood la recrute pour le film qu'il réalise, Josey Wales hors-la-loi (The Outlaw Josey Wales). « Je pense que ce qui lui a plu chez moi, c’est ma réputation d’être une femme un peu intellectuelle, artiste. Clint n’avait pas cette étiquette. ». Dès le début du tournage, ils deviennent amants bien qu'ils soient chacun déjà mariés.
Dès lors, elle va apparaître à cinq reprises dans des productions et/ou réalisations de Clint Eastwood (L'Épreuve de force, Doux, Dur et Dingue, Bronco Billy, Ça va cogner et Le Retour de l'inspecteur Harry), mais aussi dans celles d'autres réalisateurs ou dans des films pour la télévision tel Rosie : The Rosemary Clooney story de Jackie Cooper, une évocation de la célèbre chanteuse de country-music, tante de George Clooney.
En 1985, elle passe derrière la caméra et réalise Ratboy (sorti l’année suivante), assistée par la société de production d'Eastwood, Malpaso. Cette parabole sur la différence est bien accueillie par la critique mais est un échec public. Elle renouvelle l’expérience en 1990 avec Double jeu, qui n’a pas le même succès.
Après la séparation brutale et houleuse d’avec Clint Eastwood (allant jusqu'à des poursuites judiciaires médiatisées pour obtenir le partage des biens de l'ancien couple) et de graves problèmes de santé, elle réalise à nouveau un film et un téléfilm dans les années 1990 et ne fait plus que des apparitions épisodiques devant la caméra. Sous contrat avec la Warner, aucun de ses projets n’est accepté par le studio. Elle soupçonne Eastwood d’être le responsable de ce blocage professionnel et lui fait un procès en 1995. Les poursuites sont arrêtées à l’issue d’un arrangement financier.

### Mort
Sondra Locke meurt le 3 novembre 2018 des suites d'un arrêt cardiaque lié à ses cancers du sein et des os. Elle est inhumée au Westwood Village Memorial Park Cemetery. L'information est rendue publique près de six semaines plus tard, le 13 décembre 2018, veille de la sortie aux États-Unis du film La Mule de et avec Clint Eastwood.

## Filmographie

### Cinéma
- 1968 : Le cœur est un chasseur solitaire (The Heart is a Lonely Hunter) de Robert Ellis Miller : Mick
- 1970 : Cover Me Babe de Noel Black : Melisse
- 1971 : Willard de Daniel Mann : Joan
- 1973 : Le souffle de la peur (A Reflection of Fear) de William A. Fraker : Marguerite
- 1974 : The Second Coming of Suzanne (en) de Michael Barry : Suzanne
- 1976 : Josey Wales hors-la-loi (The Outlaw Josey Wales) de Clint Eastwood : Laura Lee
- 1977 : L'Épreuve de force (The Gauntlet) de Clint Eastwood : Gus Mally
- 1977 : The Shadow of Chikara de Earl Smith : Drucilla Wilcox
- 1977 : Death Game de Peter S. Traynor : Agatha Jackson
- 1978 : Doux, Dur et Dingue (Every Which Way But Loose) de James Fargo : Lynn Halsey-Taylor
- 1980 : Bronco Billy de Clint Eastwood : Antoinette Lilly
- 1980 : Ça va cogner (Any Which Way You Can) de Buddy Van Horn : Lynn Halsey-Taylor
- 1983 : Le Retour de l'inspecteur Harry (Sudden Impact) de Clint Eastwood : Jennifer Spencer
- 1986 : Ratboy de Sondra Locke : Nikki Morrison
- 1999 : The Prophet's Game de David Worth : Adele Highsmith
- 1999 : Clean and Narrow de William Katt : Betsy Brand
- 2017 : Ray Meets Helen d'Alan Rudolph : Helen

### Télévision
- 1972 : Night Gallery (série TV) : Sheila Gray
- 1972 : Sur la piste du crime (The F.B.I.) (série TV) : Regina Mason
- 1973 et 1975 : Cannon (série TV) : Trish / Stacey Murdock
- 1974 : Gondola (téléfilm) : Jackie
- 1974 : Kung Fu (série TV) : Gwyneth Jenkins
- 1974 : La Planète des singes (Planet Of The Apes) (série TV) : Amy
- 1975 : Barnaby Jones (série TV) : Alicia
- 1979 : Friendships, Secrets and Lies (téléfilm) : Jessie
- 1982 : Rosie: The Rosemary Clooney Story (téléfilm) : Rosemary Clooney
- 1984 : Bizarre, bizarre (Tales Of The Unexpected) (série TV) : Edna
- 1985 : Histoires fantastiques (Amazing Stories) (série TV) : Vanessa Sullivan

### Réalisatrice
- 1986 : Ratboy
- 1990 : Double jeu (Impulse)
- 1995 : Une mort à petites doses (en) (Death in Small Doses)  (téléfilm)
- 1997 : Do me a favor

### Productrice
- 2015 : Knock Knock d'Eli Roth

## Distinctions
Sondra Locke a été nommée pour l’Oscar de la meilleure actrice dans un second rôle dans Le cœur est un chasseur solitaire.

## Voix françaises
Brigitte Morisan fut sa voix française régulière. Martine Messager l'a également doublée dans Le Retour de l'inspecteur Harry.